# Laelia polia
Laelia polia är en fjärilsart som beskrevs av Collenette 1936. Laelia polia ingår i släktet Laelia och familjen tofsspinnare. Inga underarter finns listade i Catalogue of Life.